# Benedictus van den Velden
Jhr. Benedictus van den Velden (Utrecht, 13 mei 1800 − 's-Gravenhage, 28 april 1879) was een Nederlands jurist en vicepresident van de Hoge Raad der Nederlanden.

## Biografie
Van den Velden was een lid van de familie Van den Velden en een zoon van vice-admiraal, burgemeester en Tweede Kamerlid Jan van den Velden (1768-1854) en diens eerste vrouw Jacoba Hartsinck (1766-1801). Hij trouwde in 1828 met jkvr. Herbertina Lucile van der Heim (1800-1846), lid van de familie Van der Heim en dochter van minister jhr. mr. Paulus van der Heim, uit welk huwelijk vijf kinderen werden geboren onder wie jhr. mr. Paulus Anton van den Velden (1831-1892). Toen zijn vader op 20 augustus 1847 werd verheven in de Nederlandse adel werd ook hij jonkheer.
Van den Velden studeerde rechten en promoveerde aan de Universiteit Utrecht op De crimine falsi ex jure constituto et rei veritate. Hij werd vervolgens vanaf 1826 adjunct-commies bij het departement van Binnenlandse Zaken. Vanaf 1837 diende hij de rechterlijke macht, vanaf 1844 als raadsheer en van 1855 tot 1871 als vicepresident van de Hoge Raad der Nederlanden. Hij had verschillende nevenfuncties.